# ジャックホブス
ジャックホブス（英:Jack Hobbs、2012年3月2日 - ）は、イギリスの競走馬である。2015年、アイリッシュダービーを制したほか、同厩舎のダービー馬ゴールデンホーンに対して2着2回の成績を残した。2016年は骨折によって順調さを欠いたが、2017年にはドバイシーマクラシックを勝利してG1競走2勝目を挙げた。同2017年に競走馬を引退、種牡馬入り。

## 戦績

### デビュー前

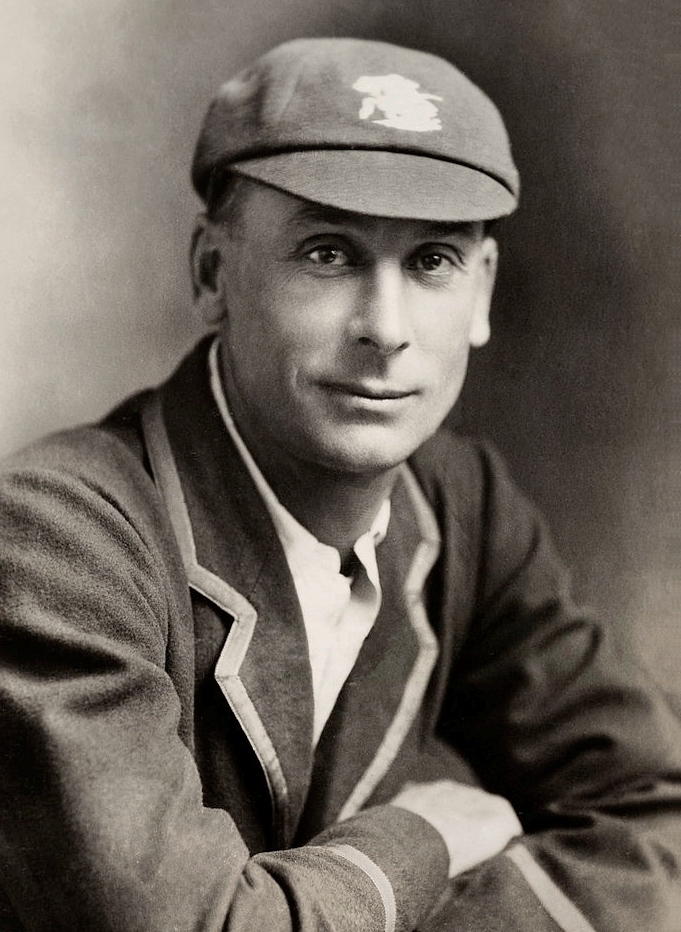
ジャック・ホブス

2012年3月2日、元騎手のウィリー・カーソンが経営するイギリスの生産牧場ミンスタースタッドによって生産される。父は、現役時に古馬としてエクリプスステークスおよびインターナショナルステークスを連覇したホーリング。種牡馬としてはキャヴァルリーマンやカトラスベイなど複数のG1競走優勝馬を生産している。母は、中村畜産によってケンタッキーで生産され、現役時に4戦して3勝したスウェイン牝駒のスウェインズゴールド。本馬はその5番仔にあたる。3代母のゴールデンブルームを牝系に共有する近親としては、G2競走メイヒルステークスの勝ち馬ポルネーターなどがいる。
2013年、タタソールズ社10月1歳セール・ブック2に上場され、ブランドフォードブラッドストック社によって6万ギニーで購買される。その後ジョン・ゴスデン調教師夫人など3人による共同所有馬となり、ゴスデン厩舎に入厩した。馬名のジャックホブス（Jack Hobbs）は、20世紀初期のクリケット選手ジャック・ホブスに由来する。

### 2歳時（2014年）
2014年の末となる12月27日、2歳のジャックホブスは、シーズン2のオールウェザーチャンピオンシップ開催でデビューした。ウルヴァーハンプトン競馬場で施行された未勝利戦（オールウェザー8ハロン141ヤード）で、最後方から差し切って優勝。単勝2.0倍の1番人気に応えた。本馬は2歳シーズンをこの1戦で終えた。

### 3歳時（2015年）
2015年4月24日、明け3歳のジャックホブスは、サンダウン競馬場のベット365ハンデキャップ（芝10ハロン7ヤード）に出走。このハンデキャップ競走は、前年には同厩舎のタグルーダが始動戦として予定していたものである。競走では、後続に12馬身差を付けて優勝。デビュー2連勝とし、これによって本馬のレーティングは85から112ポンドまで上昇した。この段階で、本馬はダービー前売りの1番人気に挙げられるようになった。
続いて、5月14日ヨーク競馬場で施行されたダンテステークス（G2、芝10ハロン88ヤード）に出走。ここで、同じゴスデン厩舎の素質馬ゴールデンホーンと対決することになったが、これを人気面で上回った本馬が2対1（3倍）の1番人気に支持された。競走では、逃げ馬を見ながら先行し、残り4ハロン辺りから上昇を開始したが、残り1ハロンからの追い比べでゴールデンホーンに劣る脚色となり、同馬に2馬身3/4差を付けられての2着に敗れた。その後、ダービー前売りの本命馬の地位は、ダービー参戦を表明したゴールデンホーンへ譲ることになる。
ダンテステークスで2着となったジャックホブスは、同年のダービー馬候補に乏しかったゴドルフィンによって所有権の一部を買収された。このため、今後の本馬は同グループの勝負服で出走することになる。これにより騎手も、ゴドルフィンの主戦ウィリアム・ビュイックがゴールデンホーンからジャックホブスへと乗り替わり、逆にゴドルフィンの元主戦デットーリはゴールデンホーンに騎乗することとなった。ただし、厩舎はゴスデンに据え置かれている。ゴドルフィンに購買された本馬の次走としては、ダービー、キングエドワード7世ステークス、アイリッシュダービーが候補に挙げられた。5月26日に競馬場で調教を行うと、ゴスデンは、前走のヨークのような高速馬場への懸念を示しつつ、本馬のダービー参戦の意向を表明した。
6月6日、ジャックホブスはエプソムダウンズ競馬場で施行されるダービーステークス（G1、12ハロン10ヤード）に出走し、単勝2.625倍のゴールデンホーンに次ぐ単勝5.0倍の2番人気という立場となった。競走では、道中中団で折り合ったところから5番手で直線に入り、残り1ハロン地点では先頭に立つ走りを見せたが、後方待機から追い込んだゴールデンホーンに交わし去られて3馬身1/2差の2着。3着馬のストームザスターズには4馬身1/2差を付けて入線したが、ゴールデンホーンを前に連続で2着に敗れる結果となった。これによる英国競馬統括機構のレーティングは119ポンド。
ダービーの後、ゴスデンは、ダービー馬ゴールデンホーンの次走を距離短縮のエクリプスステークスとした一方で、同2着のジャックホブスをアイリッシュダービーへと向かわせた。
6月27日にカラ競馬場で施行された第150回アイリッシュダービー（G1、芝12ハロン）のオッズは、ジャックホブスが単勝1.9倍の1番人気。これに、同競走11勝を挙げているアイルランドの調教師エイダン・オブライエンが管理する仏ダービー2着馬ハイランドリールが2番人気、同じくオブライエン厩舎のオークス馬クォリファイなどが3番人気タイで続いた。競走では、5番人気のイギリス調教馬ストームザスターズが逃げる展開となり、本馬は道中内ラチ側の3番手で追走。最終直線に入って追い出されると、残り2ハロン辺りで先頭に立ってそのまま後続を突き放し、最後は逃げ粘った2着ストームザスターズに対して5馬身差を付けて圧勝。ストームザスターズからさらに5馬身差遅れた3着馬は、ダービー4着のジョヴァンニカナレットであった。これによって、本馬は重賞およびG1競走初制覇、また、イギリス調教馬としては1993年のコマンダーインチーフまたは1994年のバランシーン以来となる同競走の勝利を達成。陣営のゴスデン調教師とビュイック騎手も同競走は初勝利となった。競走後、ゴスデンは、同シーズンではニエル賞を使って凱旋門賞を目指す予定を示唆し、また、本馬が完成するのは古馬になってからだろうという見解を示した。本馬のレーティングはこの勝利によって123ポンドまで高まった。
アイリッシュダービーを制したジャックホブスは、その後、夏を挟んで復帰した。9月5日、ケンプトン競馬場のセプテンバーステークス（G3、オールウェザー12ハロン）に出走すると、単勝1.2倍の1番人気に支持され、競走では2番手追走から残り2ハロンで加速して最後は後続に3馬身1/4差を付けて優勝。対ゴールデンホーンを除いた場合での無敗記録を継続した。凱旋門賞を見据えて取ったこの前例の少ない臨戦過程は、競走馬の負担を減らすために国外への輸送を避けたものである。しかし、同厩舎1番手のゴールデンホーンが良馬場の凱旋門賞に出走することになったため、同馬との兼ね合いからジャックホブスはブリティッシュチャンピオンズデーのチャンピオンステークスに切り替えた。
10月15日、アスコット競馬場で施行されたチャンピオンステークス（G1、芝10ハロン）に、ジャックホブスは単勝2.0倍の1番人気で出走。人気順は、5.5倍の2番人気がファウンド、9.0倍の3番人気がヴァダモスと続いた。13頭立ての12番枠から発走した本馬は、行き脚を付けられながらペースメーカーのマーヴェリックウェーブを追走。最終直線では一旦先頭に立ったが、道中後方に構えて追い上げたファッシネイティングロックとファウンドの2頭に交わされ、勝ち馬から1馬身3/4差離された3着に敗れた。レーティングは、ファッシネイティングロック（123）の3着によって中距離で120ポンドの評価を得た。競走後、ゴスデンは、未熟な本馬を15歳の若者に例え、「来年がすべてです」と強調した。これで3歳シーズンを終えた本馬は、ゴールデンホーンの引退を受け、ゴスデン厩舎の筆頭格となった。
2015年のワールドベストレースホースランキングの確定版では、ダービーステークス2着およびアイリッシュダービー1着に対してともに123ポンドのレーティングが与えられ、世界8位タイに格付けされた。

### 4歳時（2016年）
4月30日、4歳初戦としてニューマーケット競馬場のジョッキークラブステークス（G2、芝12ハロン）に出走したが、骨盤を傷めて競走中止。競走後に骨盤の疲労骨折が発覚した。このため、本馬は戦列復帰まで約半年の休養を取ることになった。
10月15日、チャンピオンステークスで実戦に復帰。競走では、マーヴェリックウェーブがペースを作る中で本馬は後方9番手を追走。最終直線では、アルマンゾルが抜け出し、ファウンドが勝ち馬を追撃したなか、ジャックホブスはこの2頭に遅れた3着に入った。競走後、ゴスデンは、距離適性からドバイシーマクラシックを目指すと本馬の今後を展望。また、故障からの復帰戦で、ヨーロッパ現役最高の3歳馬アルマンゾルと凱旋門賞馬のファウンドに続く3着となったことについて肯定的な見解を述べている。これによるレーティングは120となり、前年の同競走3着と同等の評価となった。2016年のワールドベストレースホースランキングの確定版では、このレーティングで世界34位タイに格付けされた。

### 5歳時（2017年）
前年の香港ヴァーズ出走を自重したジャックホブスは、2017年3月25日メイダン競馬場で施行されるドバイシーマクラシック（芝2410メートル）に参戦。本馬はここで初めてブリンカーを着用して競走に臨むこととなった。7頭立てとなった同競走のレーティング順位は、前年ドバイシーマクラシック、コロネーションカップおよびインターナショナルステークスを勝ったポストポンド（124）、凱旋門賞2着およびブリーダーズカップターフ勝利のハイランドリール（123）、ジャックホブス（120）、ヨークシャーオークスを勝った牝馬セブンスヘブン（119）、ジャパンカップ2着のサウンズオブアース（118）、プライズマネー（115）、アーンショー（100）という序列であった。
降雨により稍重馬場で施行された競走では、ハイランドリールが逃げを打ち、その2番手として内のジャックホブスおよび外のポストポンドが付ける展開となった。向こう正面に入るとハイランドリールが内ラチ沿いから馬場の中央へと進路をずらし、各馬も隊列を変えずにこれを追走。前半800メートルを54秒46、同1200メートルを1分18秒35で通過するスローペースとなった。直線の手前に入るとハイランドリールが捕まり、その後はジャックホブス、ポストポンドおよびアーンショーの3頭の先頭争いとなる。その中でジャックホブスが残り400メートルを切って単独先頭に立ち、残り200メートルでは完全に抜け出す走りを見せ、最後は2着へと上がったセブンスヘブンに対して2馬身1/4差を付けて優勝。これによって、本馬は5か月振りの実戦で勝利。アイリッシュダービー以来のG1競走2勝目を挙げた。ワールドベストレースホースランキングの中間発表では、この勝利によって123ポンドのレーティングが与えられた。
競走後、ゴスデンは本馬の次走としてロイヤルアスコット開催のハードウィックステークスないしプリンスオブウェールズステークスを示唆。6月21日、プリンスオブウェールズステークス（G1、芝9ハロン212ヤード）に出走し、単勝3.0倍の1番人気に支持される。競走では、同馬主のスコティッシュが逃げる展開を道中後方の位置取りで進み、最後の3ハロンで外から追い込んだが、勝ち馬ハイランドリールから5馬身1/2差離された最下位8着に敗退。これについて、ゴスデンは馬場が硬すぎたと振り返っている。次いでキングジョージ6世&クイーンエリザベスステークス（G1、芝11ハロン211ヤード）に出走し、ここでのオッズは僚馬エネイブル、ハイランドリールに続く単勝6.5倍の3番人気となった。競走では、道中逃げたマーヴェリックウェーブを追走し、残り2ハロン付近ではエネイブルに並び掛ける走りを見せたが、そこから失速して同馬から31馬身離されたブービーの9着に敗れた。
2戦連続で大敗した後のジャックホブスは、ゴスデンによれば、砲骨の上部近くに軽度の疲労骨折を負った。次いでチャンピオンステークスでの復帰を目標に調整された。しかし、その後、現役を引退。引退後はオーバーベリースタッドに種牡馬入りすることになった。
2017年のワールドベストレースホースランキングの確定版では、ドバイシーマクラシック1着に対して122ポンドのレーティングが与えられ、世界20位タイに格付けされた。

## 競走成績
以下の内容は、The British Horseracing Authority、Emirates Racing Authority、Racing Post、JRA-VAN ver.Worldによる。
| 出走日     | 競馬場               | 競走名                  | 格 | 頭数 | オッズ（人気） | 着順 | 騎手         | 斤量 | 距離（馬場）    | タイム  | 着差      | 1着（2着）馬        |
| ---------- | -------------------- | ----------------------- | -- | ---- | -------------- | ---- | ------------ | ---- | --------------- | ------- | --------- | ------------------- |
| 2014.12.27 | ウルヴァーハンプトン | 未勝利戦                | C5 | 12   | 2.0（1人）     | 01着 | R.ハヴリン   | 59.5 | 全8f141y（良）  | 1:47.38 | 3馬身     | （Dutch Unde）      |
| 2015.04.24 | サンダウン           | ハンデ戦                | C3 | 9    | 1.91（1人）    | 01着 | L.デットーリ | 56.5 | 芝10f7y（良）   | 2:10.61 | 12馬身    | （Rotherwick）      |
| 0000.05.14 | ヨーク               | ダンテS                 | G2 | 7    | 3.0（1人）     | 02着 | L.デットーリ | 57.0 | 芝10f88y（良）  | 2:09.22 | 2馬身3/4  | Golden Horn         |
| 0000.06.06 | エプソム             | 英ダービー              | G1 | 12   | 5.0（2人）     | 02着 | W.ビュイック | 57.0 | 芝12f10y（良）  | 2:32.92 | 3馬身1/2  | Golden Horn         |
| 0000.06.27 | カラ                 | 愛ダービー              | G1 | 8    | 1.91（1人）    | 01着 | W.ビュイック | 57.0 | 芝12f（良）     | 2:34.93 | 5馬身     | （Storm the Stars） |
| 0000.09.05 | ケンプトン           | セプテンバーS           | G3 | 7    | 6.0（1人）     | 01着 | W.ビュイック | 58.5 | 全12f（良）     | 2:35.01 | 3馬身1/4  | （Sweeping Up）     |
| 0000.10.17 | アスコット           | 英チャンピオンS         | G1 | 13   | 2.0（1人）     | 03着 | W.ビュイック | 57.0 | 芝10f（稍）     | 2:06.59 | 1馬身3/4  | Fascinating Rock    |
| 2016.04.30 | ニューマーケット     | ジョッキークラブS       | G2 | 6    | 1.53（1人）    | 中止 | W.ビュイック | 57.0 | 芝12f（稍）     | -       | -         | Exopshere           |
| 0000.10.15 | アスコット           | 英チャンピオンS         | G1 | 10   | 8.0（3人）     | 03着 | W.ビュイック | 59.5 | 芝10f（良）     | 2:06.59 | 3馬身3/4  | Almanzor            |
| 2017.03.25 | メイダン             | ドバイシーマクラシック  | G1 | 7    | -              | 01着 | W.ビュイック | 57.0 | 芝2410m（稍）   | 2:32.39 | 2馬身1/4  | （Seventh Heaven）  |
| 0000.06.21 | アスコット           | プリンスオブウェールズS | G1 | 8    | 3.0（1人）     | 08着 | W.ビュイック | 57.0 | 芝9f212y（良）  | 2:05.95 | 5馬身1/2  | Highland Reel       |
| 0000.07.29 | アスコット           | KGVI&QES                | G1 | 10   | 6.5（3人）     | 09着 | W.ビュイック | 60.5 | 芝11f211y（稍） | 2:41.76 | 30馬身1/2 | Enable              |

## 種牡馬時代
2017年、オーバーベリースタッドに種牡馬入り。同スタッドのマネージャーを務めるサイモン・スウィーティングは、ジャックホブスの異系交配種としての血統を高く評価し、また、本馬を「2001年シェイク・モハメドによってカイフタラが私たちへ派遣されて以来、イギリスのナショナルハント界に直接引退した最高の競走馬」であると述べた。種付料は4000ポンドとされた。2021年からは、パンデミックの影響を受けて3000ポンドに減額。2021年のスウィーティングは、同年の初めにカイフタラが種牡馬を引退したことを踏まえて、本馬がカイフタラの後継者として期待されていると述べた。

## 血統表
| ジャックホブスの血統 | ジャックホブスの血統     | ジャックホブスの血統 | （血統表の出典）     | （血統表の出典） |
| 父系                 | ネイティヴダンサー系     | ネイティヴダンサー系 | ネイティヴダンサー系 |                  |
| 父 Halling 1991      | 父の父Diesis 1980        | Sharpen Up           | Atan                 | Atan             |
| 父 Halling 1991      | 父の父Diesis 1980        | Sharpen Up           | Rocchetta            |                  |
| 父 Halling 1991      | 父の父Diesis 1980        | Doubly Sure          | Reliance             | Reliance         |
| 父 Halling 1991      | 父の父Diesis 1980        | Doubly Sure          | Soft Angels          |                  |
| 父 Halling 1991      | 父の母Dance Machine 1982 | Green Dancer         | Nijinsky             | Nijinsky         |
| 父 Halling 1991      | 父の母Dance Machine 1982 | Green Dancer         | Green Valley         |                  |
| 父 Halling 1991      | 父の母Dance Machine 1982 | Never A Lady         | Pontifex             | Pontifex         |
| 父 Halling 1991      | 父の母Dance Machine 1982 | Never A Lady         | Camogie              |                  |
| 母 Swain's Gold 2001 | 母の父Swain 1992         | Nashwan              | Blushing Groom       | Blushing Groom   |
| 母 Swain's Gold 2001 | 母の父Swain 1992         | Nashwan              | Height of Fashion    |                  |
| 母 Swain's Gold 2001 | 母の父Swain 1992         | Love Smitten         | Key to the Mint      | Key to the Mint  |
| 母 Swain's Gold 2001 | 母の父Swain 1992         | Love Smitten         | Square Angel         |                  |
| 母 Swain's Gold 2001 | 母の母Golden Pond 1993   | Don't Forget Me      | Ahonoora             | Ahonoora         |
| 母 Swain's Gold 2001 | 母の母Golden Pond 1993   | Don't Forget Me      | African Doll         |                  |
| 母 Swain's Gold 2001 | 母の母Golden Pond 1993   | Golden Bloom         | Main Reef            | Main Reef        |
| 母 Swain's Gold 2001 | 母の母Golden Pond 1993   | Golden Bloom         | Daffodil Day         |                  |
| 母系(F-No.)          | (FN:4-h)                 | (FN:4-h)             | (FN:4-h)             | [ § 2 ]          |
| 5代内の近親交配      | アウトブリード           | アウトブリード       | アウトブリード       | [ § 3 ]          |
| 出典                 | 1. 2. 3.                 | 1. 2. 3.             | 1. 2. 3.             | 1. 2. 3.         |